# Joachim Kupfer
Joachim Kupfer (* 4. Dezember 1938 in Plauen, Vogtland; † 19. November 2021) war ein deutscher Chemiker und Politiker (CDU). Er war von 1993 bis 1994 Minister der Finanzen des Landes Sachsen-Anhalt.

## Leben und Beruf
Nach abgeschlossener Schulbildung und dem Abitur 1956 erlernte Joachim Kupfer in Magdeburg den Beruf des Chemielaboranten und war danach in Greiz als Chemielaborant beschäftigt. Von 1959 bis 1964 studierte Joachim Kupfer in Magdeburg Chemie, bestand das Examen als Diplom-Chemiker und promovierte zum Dr. rer. nat. Joachim Kupfer war bis 1969 in Merseburg wissenschaftlicher Assistent und danach, bis 1984, Chemiker in den Leuna-Werken südlich von Halle. 1984 wurde Joachim Kupfer Stadtrat für Örtliche Versorgungswirtschaft in Halle-Neustadt.
Joachim Kupfer war seit 1967 verheiratet und hatte zwei Kinder. Er lebte bis 2021 in Halle an der Saale.

## Politik
Joachim Kupfer trat 1959 in die Ost-CDU ein und war seit 1990 Mitglied der CDU. Von 1984 bis 1990 war er Abgeordneter der Stadtverordnetenversammlung von Halle-Neustadt, danach bis 1994 Abgeordneter der Stadtverordnetenversammlung von Halle (Saale). Joachim Kupfer war in der 1. und 2. Wahlperiode (1990–1998) Mitglied des Landtages von Sachsen-Anhalt. In der Zeit war er Vorsitzender des Ausschusses für Finanzen und Mitglied des Ältestenrates. Von 1990 bis 1992 war Kupfer auch Mitglied des zeitweiligen Ausschusses für Verfassung. Vom 15. Dezember 1993 bis zum 21. Juli 1994 amtierte Joachim Kupfer als Minister der Finanzen in der von Ministerpräsident Christoph Bergner geführten Regierung des Landes Sachsen-Anhalt.
Joachim Kupfer war seit 2002 Mitglied des Bundesvorstandes der Senioren-Union der CDU und Landesvorsitzender der Senioren-Union der CDU Sachsen-Anhalt. Im Oktober 2008 wurde Joachim Kupfer auf der Bundesdelegiertenversammlung der Senioren-Union in Wiesbaden als einer der Stellvertretenden Bundesvorsitzenden der Senioren-Union der CDU gewählt.